# 최병일

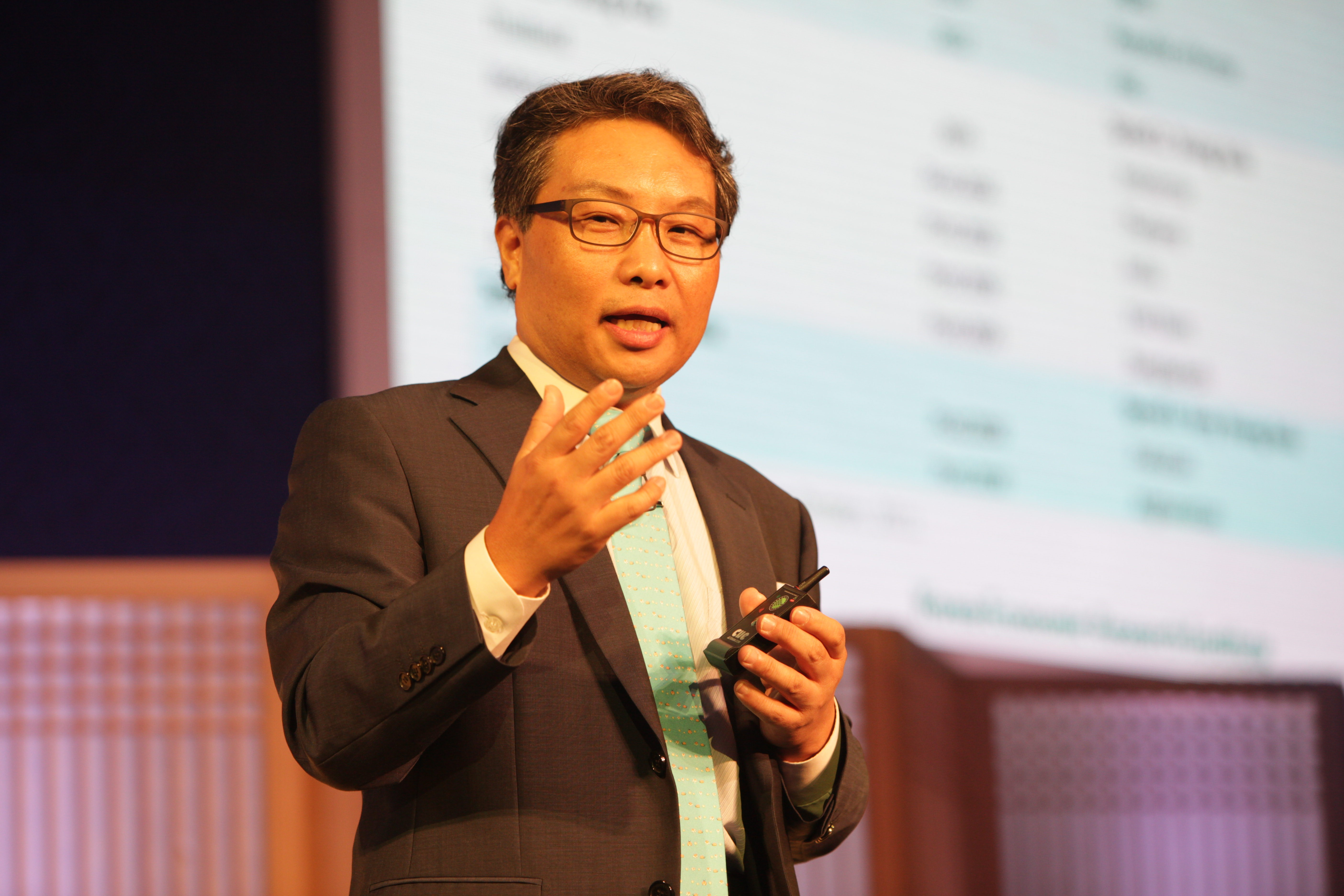
최병일

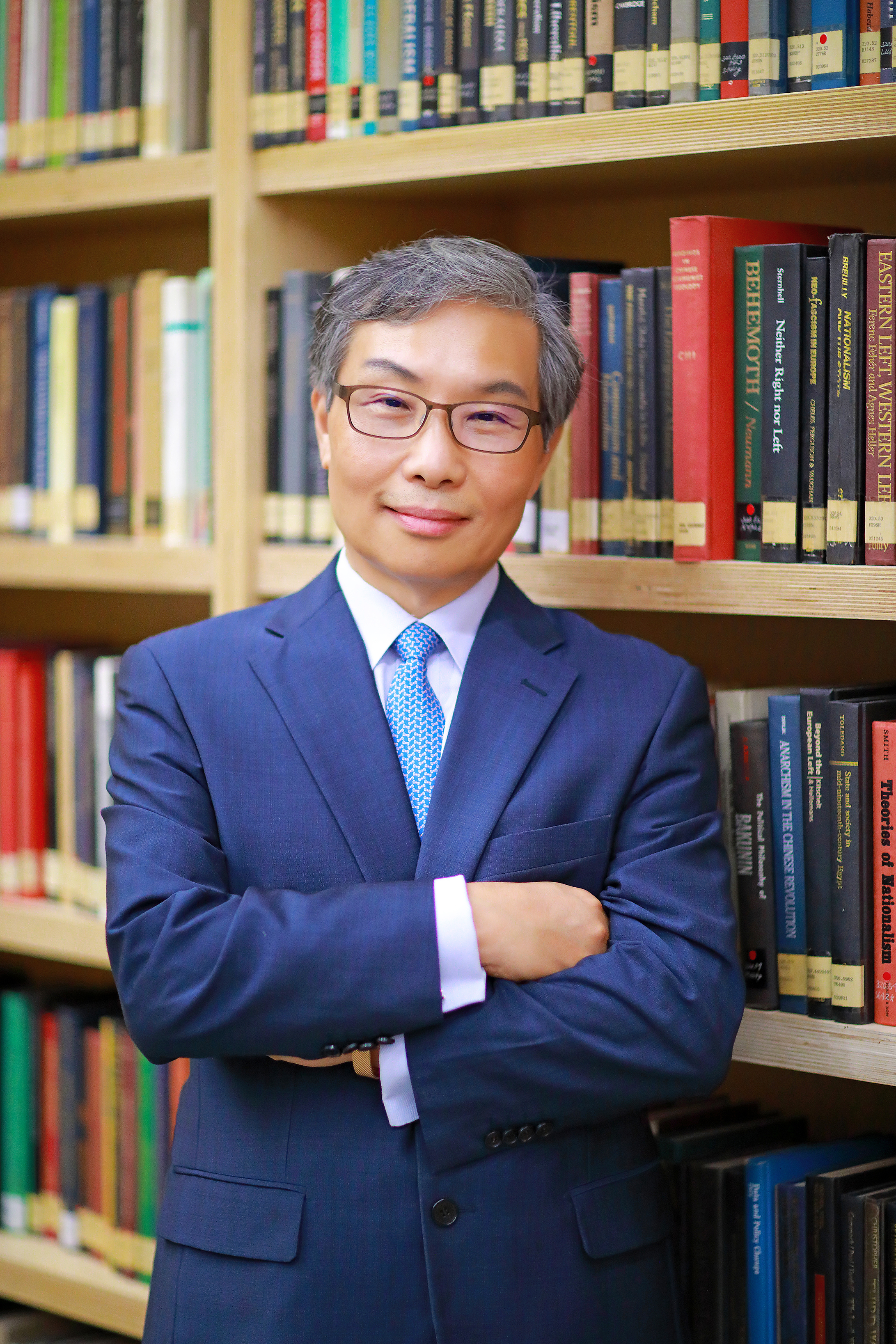

최병일(崔炳鎰, 대구광역시)은 대한민국의 경제학자이다.

## 학력
- 경북고등학교
- 서울대학교 경제학과
- 예일대학교 대학원 경제학 석사
- 예일대학교 대학원 경제학 박사

## 경력
- 서울대학교 정보통신고위정책과정 교수
- 1989~1997 통신개발연구원 연구위원
- 1997~ 이화여자대학교 국제대학원 교수
- 2005~2011 이화여자대학교 국제통상협력연구소 소장
- 2006~2010 외교통상부 정책자문위원
- 2006~ FTA 교수연구회 회장
- 2007~2008 한국협상학회 회장
- 2007~2011 이화여자대학교 국제대학원 원장
- 2008~ 유엔한국협회 부회장
- 2011~2012 국민경제자문회의 의원
- 바른사회시민회의 정책위원장
- 2011~2014 한국경제연구원 원장
- 2017 한국국제통상학회 회장
- 2019 제42대 한국국제경제학회 회장
- 2020.09 ~ 한국고등교육재단(KFAS) 사무총장
- 2023.12~ 스웨덴 왕립공학한림원(IVA) International Fellow
- 2024.03~ 이화여자대학교 국제대학원 명예교수

## 주요저서
- <한미FTA 역전시나리오> (2006)
- <기로에 선 한미 FTA 해법> (2009)
- <1%에 사로잡힌 나라> (2014)
- <Northeast Asia in 2030: Forging Ahead or Drifting Away?> (2018)
- <한국 통상환경의 뉴노멀: 도전과 과제> (2018)
- <미중 전쟁의 승자, 누가 세계를 지배할 것인가? – 미국편> (2019)
- <Politics of East Asian Free Trade Agreements: Unveiling the Asymmetry between Korea and Japan> (2021)
- <트럼프 어게인> (2025)